# Australian Championships 1928
Gli Australian Championships 1928 (conosciuto oggi come Australian Open) sono stati la 21ª edizione degli Australian Championships e prima prova stagionale dello Slam per il 1928. Si è disputato dal 21 al 28 gennaio 1928 sui campi in erba del White City Stadium di Sydney in Australia.
Il singolare maschile è stato vinto dal francese Jean Borotra, che si è imposto sull'australiano Jack Cummings in cinque set. Il singolare femminile è stato vinto dall'australiana Daphne Akhurst Cozens, che ha battuto la connazionale Esna Boyd in due set. Nel doppio maschile si è imposta la coppia formata da Jean Borotra e Jacques Brugnon, mentre nel doppio femminile hanno trionfato Daphne Akhurst Cozens e Esna Boyd Robertson. Nel doppio misto hanno vinto Daphne Akhurst e Jean Borotra.

## Risultati

### Singolare maschile
Jean Borotra ha battuto in finale  Jack Cummings con il punteggio di 6–4, 6–1, 4–6, 5–7, 6–3

### Singolare femminile
Daphne Akhurst ha battuto in finale  Esna Boyd con il punteggio di 7–5, 6–2

### Doppio maschile
Jean Borotra /  Jacques Brugnon hanno battuto in finale  Gar Moon /  Jim Willard con il punteggio di 6–2, 4–6, 6–4, 6–4

### Doppio femminile
Daphne Akhurst Cozens /  Esna Boyd Robertson hanno battuto in finale  Kathrine Le Mesurier /  Dorothy Weston con il punteggio di 6–3, 6–1

### Doppio misto
Daphne Akhurst /  Jean Borotra hanno battuto in finale  Esna Boyd /  Jack Hawkes per walkover